# NGC 4720
NGC 4720 (również PGC 43478) – galaktyka eliptyczna (E-S0), znajdująca się w gwiazdozbiorze Panny. Odkrył ją William Herschel 22 lutego 1787 roku.